# Jean Garrett
José Antônio Nunes Gomes da Silva (Azores, 16 de abril de 1946 - São Paulo, São Paulo, 22 de abril de 1996), principalmente conocido por su nombre artístico Jean Garrett, fue un actor, director, guionista y productor de cine portugués.

## Biografía
Nació el 16 de abril de 1946 en las islas Azores (Portugal), pero en su adolescencia se trasladó a Brasil. Estudió fotografía y ejerció como fotógrafo de moda en unos estudios de São Paulo. No obstante, en 1967 tomó contacto con el mundo del cine al asistir al director José Mojica Marins en la película Esta Noite Encarnarei no Teu Cadáver. Al año siguiente participó, esta vez como actor, en otras dos películas de Mojica: en Pesadelo Macabro, uno de los tres cortometrajes que formaban Trilogia de Terror, y en Ideologia, cortometraje de O Estranho Mundo do Zé do Caixão. 
Durante los siguientes años continuó con su carrera como actor y también comenzó a dirigir, escribir y producir películas. En 1980 fundó su propia productora, Íris Produções Cinematográficas. Tras dirigir y escribir sus últimas películas en 1986, se dedicó a la administración teatral y murió el 22 de abril de 1996 en São Paulo.

## Filmografía
| Año  | Película                         | Rol   | Rol      | Rol       | Rol       |
| Año  | Película                         | Actor | Director | Guionista | Productor |
| ---- | -------------------------------- | ----- | -------- | --------- | --------- |
| 1968 | Trilogia de Terror               | Sí    |          |           |           |
| 1968 | O Estranho Mundo do Zé do Caixão | Sí    |          |           |           |
| 1969 | Meu nome É Tonho                 | Sí    |          |           |           |
| 1970 | A Herança                        | Sí    |          |           |           |
| 1971 | Uma Verdadeira História de Amor  | Sí    |          |           |           |
| 1971 | Sangue em Santa Maria            | Sí    |          |           |           |
| 1972 | Sinal Vermelho - As Fêmeas       | Sí    |          |           |           |
| 1975 | Amadas e Violentadas             |       | Sí       | Sí        |           |
| 1975 | A Ilha do Desejo                 |       | Sí       | Sí        |           |
| 1976 | Possuída Pelo Pecado             |       | Sí       | Sí        |           |
| 1976 | Excitação                        |       | Sí       | Sí        |           |
| 1977 | Noite em Chamas                  |       | Sí       | Sí        |           |
| 1978 | A Força dos Sentidos             |       | Sí       | Sí        |           |
| 1979 | Porão das Condenadas             | Sí    |          |           |           |
| 1979 | Mulher, Mulher                   |       | Sí       | Sí        |           |
| 1979 | A Mulher Que Inventou o Amor     |       | Sí       |           |           |
| 1980 | O Fotógrafo                      |       | Sí       | Sí        | Sí        |
| 1981 | Karina, Objeto do Prazer         |       | Sí       | Sí        |           |
| 1981 | A Fêmea do Mar                   | Sí    |          |           |           |
| 1982 | Tchau Amor                       |       | Sí       | Sí        | Sí        |
| 1982 | A Noite do Amor Eterno           |       | Sí       | Sí        |           |
| 1982 | Amado Batista em Sol Vermelho    |       |          |           | Sí        |
| 1982 | Amor, Palavra Prostituta         |       |          |           | Sí        |
| 1983 | Estranho Desejo                  |       | Sí       |           |           |
| 1984 | Meu Homem, Meu Amante            |       | Sí       | Sí        |           |
| 1984 | Extremos do Prazer               |       |          |           | Sí        |
| 1985 | Gozo Alucinante                  |       | Sí       | Sí        |           |
| 1986 | Entra E Sai                      |       | Sí       |           |           |
| 1986 | Fuk Fuk à Brasileira             |       | Sí       |           |           |
| 1986 | O Beijo da Mulher Piranha        |       | Sí       | Sí        |           |